# Richard Bridge
Richard Bridge ou Bridges (mort en 1758) était un important facteur d'orgue anglais du XVIIIe siècle. En 1748 (selon le Morning Advertiser du 20 février de cette année), il vivait à Hand Court, Holborn, Londres.

## Réalisations
Son orgue le plus ancien est celui de St Bartholomew-the-Great, construit en 1729. L'année suivante il construisit son plus bel orgue, celui de Christ Church, Spitalfields qui coûta la modique somme de £600. La même année il construisit l'orgue de St Paul's, Deptford, en 1733, celui de St George's-in-the-East, en 1741, celui de St Anne's, Limehouse, en 1753 celui de l'église paroissiale d'Enfield et en 1757 celui de St Leonard's, Shoreditch. 
Bridge construisit aussi un orgue pour l'église paroissiale d'Eltham et avec Abraham Jordan et John Byfield, l'orgue de St Dionis Backchurch (entre 1714 et 1732), l'orgue de l’église paroissiale de Yarmouth et un orgue à la chapelle St. George de la même ville.